# Robert Goberna i Franchi
Robert Goberna i Franchi (Barcelona, 1 d'agost de 1859 - Barcelona, 4 d’octubre de 1934), fou un pianista, organista, director, crític i compositor. Es va formar musicalment a l'Escolania de Montserrat i va participar en la vida musical barcelonesa de la segona meitat del segle xix.
Va ser organista a l'església de la Concepció, feina que compaginava amb freqüents concerts públics a l’orgue del Palau de les Belles Arts. Alumne de piano del mestre Vidiella, va arribar a tenir fama com a pianista i va treballar en alguns cafès de Barcelona. Com a director va desenvolupar la seva feina a l’església organitzant concerts sacres, pels quals havia creat una orquestra de la qual posteriorment es va ocupar Granados.
En l’aspecte coral, va dirigir durant la temporada de 1905 la Societat Coral Euterpe, així com l'Orfeó Barcelonès durant alguns anys, formant al mateix temps a molts pianistes notables. Com a crític musical va escriure habitualment a El Correo Catalán, Diario Catalán, Diario de Barcelona i, ja al final de la seva vida, a Las Noticias. La seva obra de creació és abundant, especialment en música religiosa. És autor de diverses misses de rèquiem i de glòria, salves, motets i salms, obres corals profanes, música de cambra i cançons, així com d’abundant música per a orgue, instrument pel qual va escriure un mètode pedagògic, anomenat El órgano moderno. És autor també d’una sèrie d’articles sobre “El presente y el porvenir de la música religiosa”.
Va contraure matrimoni amb Mercè Bulart i Capella amb qui tingué diversos fills: Robert, Cecília, Mercè i Sagrari Goberna i Bulart.

## Obres
- A María
- Angelus Domini
- Benedictus Dominus Deus Israel
- Cançó de l’herba de l’amor
- Canto a María
- Canto nupcial, op. 27
- Col·lecció de sardanes
- Christus factus
- Dulce pensar
- Elevación
- La cançó del rossinyol
- La cegueta
- Miserere
- Niniche, mazurca. Dedicada a la seva esposa, Mercè Bulart.
- Rosa de Jericó
- Sardana gallega
- Tot breçant. Dedicada a la seva filla Mercè Goberna i Bulart
- Violeta